# Punkara
Albums de Asian Dub Foundation
Time Freeze 1995/2007: The Best Of
(2007)
Punkara est le sixième album du groupe anglais Asian Dub Foundation paru en 2008.
Une pré-version de l'album est sortie uniquement au Japon en mars 2008. La version internationale sortie en octobre 2008 comporte quelques morceaux bonus mais le morceau Awake/Asleep en moins.

## Liste des titres (version Japon)
| No  | Titre                               | Durée |
| --- | ----------------------------------- | ----- |
| 1.  | Superpower                          | 4:54  |
| 2.  | Burning Fence                       | 4:12  |
| 3.  | No Fun (feat. Iggy Pop)             | 4:17  |
| 4.  | Speed of Light                      | 6:15  |
| 5.  | Ease Up Caesar                      | 3:58  |
| 6.  | S.O.C.A.                            | 4:40  |
| 7.  | Target Practice                     | 3:33  |
| 8.  | Living Under the Radar (ghostplane) | 4:16  |
| 9.  | Altered Statesmen                   | 4:18  |
| 10. | Bride of Punkara                    | 5:01  |
| 11. | Stop the Bleeding                   | 3:31  |
| 12. | Awake/Asleep                        | 4:05  |

## Liste des titres (version Monde)
| No  | Titre                                         | Durée |
| --- | --------------------------------------------- | ----- |
| 1.  | Target Practice                               | 3:33  |
| 2.  | Burning Fence                                 | 4:12  |
| 3.  | Superpower                                    | 4:54  |
| 4.  | Speed of Light                                | 6:15  |
| 5.  | Ease Up Caesar                                | 3:58  |
| 6.  | Living Under the Radar                        | 4:16  |
| 7.  | S.O.C.A.                                      | 4:40  |
| 8.  | Altered Statesmen                             | 4:18  |
| 9.  | Bride of Punkara                              | 5:01  |
| 10. | Stop the Bleeding                             | 3:31  |
| 11. | No Fun                                        | 4:17  |
| 12. | S.O.C.A. (Bonus : Eugene Hütz vocal version)  | 4:40  |
| 13. | Burning Fence (Bonus : Solidays live version) | 4:17  |
| 14. | Flyover (Bonus : Solidays live version)       | 5:05  |